# Real San Giuseppe 2021-2022
La voce raccoglie i dati riguardanti la Real San Giuseppe, squadra di calcio a 5 militante in serie A, nelle competizioni ufficiali del 2021-2022.

## Trasferimenti

### Sessione estiva
| Juri Bellobuono     | Active Network (fine prestito) |
| Joselito            | Petrarca                       |
| Strahinja Petrov    | Mantova                        |
| Leonardo Micheletto | Mantova                        |
| Marco Ercolessi     | Sandro Abate                   |
| Alessandro Patias   | Halle-Gooik                    |
| Juan Adrián Salas   | ElPozo Murcia                  |
| Marko Kuraja        | Meta Catania                   |
| Diego Rodriguez     | FF Napoli (in prestito)        |
| Maro Đuraš          | Weilimdorf                     |
| Lucas Paolo Bocca   | Bernalda                       |

| Francesco Molitierno | FF Napoli         |
| Alejandro Yepes      | FF Napoli         |
| Filipe Follador      | Fortitudo Pomezia |
| Pedro Guedes         | Olimpus Roma      |
| Portuga              | Ciampino Aniene   |
| Massimo De Luca      | Italservice       |
| Chano                | 360GG Cagliari    |
| Elisandro            | Braga             |
| Omar Rahou           | Halle-Gooik       |
| Ahmed Sababti        | FT Anversa        |

### Sessione invernale
| Arrivi | Arrivi | Arrivi | Arrivi |
| Nome   | da     |        |        |
| ------ | ------ | ------ | ------ |

| Maro Đuraš   | (svincolato) |
| Marko Kuraja | (svincolato) |

## Prima squadra
| N° | Naz.                | Ruolo | Sportivo                  | Anno       |  |  |
| -- | ------------------- | ----- | ------------------------- | ---------- |  |  |
| 2  | Italia (bandiera)   | UNI   | Marco Ercolessi           | 15.05.1986 |  |  |
| 3  | Spagna (bandiera)   | LAT   | José Antonio Macias Perez | 17.10.1992 |  |  |
| 4  | Italia (bandiera)   | LAT   | Mario Imparato            | 09.02.1992 |  |  |
| 7  | Italia (bandiera)   | LAT   | Manoel Crema              | 01.03.1988 |  |  |
| 8  | Italia (bandiera)   | LAT   | Vinícius Duarte           | 13.12.1982 |  |  |
| 9  | Italia (bandiera)   | PIV   | Alessandro Patias         | 08.07.1985 |  |  |
| 10 | Serbia (bandiera)   | LAT   | Strahinja Petrov          | 14.12.1993 |  |  |
| 11 | Brasile (bandiera)  | DIF   | Lucas Paolo Bocca         | 01.05.1994 |  |  |
| 12 | Italia (bandiera)   | POR   | Jurij Bellobuono          | 22.01.1998 |  |  |
| 14 | Italia (bandiera)   | LAT   | Riccardo Napolitano       | 02.04.2002 |  |  |
| 17 | Italia (bandiera)   | POR   | Germano Montefalcone      | 14.03.1994 |  |  |
| 23 | Brasile (bandiera)  | LAT   | Leonardo Micheletto       | 08.08.1999 |  |  |
| 28 | Paraguay (bandiera) | LAT   | Juan Adrián Salas         | 20.10.1990 |  |  |
| 77 | Brasile (bandiera)  | LAT   | Diego Rodriguez           | 26.02.2002 |  |  |
| 91 | Italia (bandiera)   | POR   | Fabrizio Lepre            | 06.08.2001 |  |  |
|    | Croazia (bandiera)  | LAT   | Maro Đuraš                | 06.06.1994 |  |  |
|    | Croazia (bandiera)  | LAT   | Marko Kuraja              | 27.02.1997 |  |  |

## Under-19
| N° | Naz.              | Ruolo | Sportivo          | Anno       |  |  |
| -- | ----------------- | ----- | ----------------- | ---------- |  |  |
| 5  | Italia (bandiera) | PIV   | Roberto Follo     | 08.08.2003 |  |  |
| 5  | Italia (bandiera) | LAT   | Mattia Quagliero  | 07.12.2004 |  |  |
| 17 | Italia (bandiera) | POR   | Francesco Massaro | 20.01.2003 |  |  |
| 20 | Italia (bandiera) | LAT   | Jacopo Varriale   | 17.07.2003 |  |  |

## Risultati

### Serie A
|  | Pos. | Squadra           | Pt | G  | V  | N | P  | GF  | GS  | DR |
|  | ---- | ----------------- | -- | -- | -- | - | -- | --- | --- | -- |
|  | 9.   | Real San Giuseppe | 42 | 30 | 12 | 6 | 12 | 109 | 110 | -1 |

### Coppa Italia
Quarto di finale
| Arbitri: | Simone Micciulla (Roma 2) Alex Iannuzzi (Roma 1) Fabiano Maragno (Bologna) |
| Crono:   | Daniele Intoppa (Roma 2)                                                   |

|                                                   |           |  |
| Parrel 26'07'’ Jefferson 38'04'’ V. Mello 39'07'’ | Marcatori |  |